# Caffrogobius natalensis
Caffrogobius natalensis es una especie de peces de la familia de los Gobiidae en el orden de los Perciformes.

## Morfología
Los machos pueden llegar a alcanzar los 10,2 cm de longitud total

## Hábitat
Es un pez de  clima subtropical y demersal.

## Distribución geográfica
Se encuentran en África: Sudáfrica. 

## Observaciones
Es inofensivo para los humanos. 